# Penicillium islandicum
Penicillium islandicum är en svampart som beskrevs av Sopp 1912. Penicillium islandicum ingår i släktet Penicillium och familjen Trichocomaceae.   Inga underarter finns listade i Catalogue of Life.